# التحالف الإسلامي العسكري لمحاربة الإرهاب
التحالف الإسلامي العسكري لمحاربة الإرهاب هو حلف عسكري إسلامي أُعلن عنه في 3 ربيع الأول 1437 هـ الموافق 15 ديسمبر 2015 بقيادة المملكة العربية السعودية، يهدف إلى محاربة الإرهاب بجميع أشكاله ومظاهره أيا كان مذهبه وتسميته حسب بيان إعلان التحالف.
ويضم التحالف العسكري الإسلامي 41 دولة مسلمة، تشارك في عملية التخطيط واتخاذ القرار، ويملك التحالف غرفة عمليات مشتركة مقرها العاصمة السعودية الرياض.
يعمل على محاربة الفكر المتطرف، وينسق كافة الجهود لمجابهة التوجهات الإرهابية، من خلال مبادرات فكرية وإعلامية ومالية وعسكرية، ويرتكز مجهودات التحالف على القيم الشرعية والاستقلالية والتنسيق والمشاركة، وسعى إلى ضمان جعل جميع أعمال وجهود دول التحالف في محاربة الإرهاب متوافقة مع الأنظمة والأعراف بين الدول.

## الأمين العام
اللواء الطيار الركن محمد بن سعيد المغيدي.

## مجالات العمل
'الفكري ' 
1. تعزيز روح الفخر بالمبادئ والتعاليم والثقافة والتراث الإسلامي.
2. تحقيق التوافق المنشود في الفهم الصحيح للمبادئ الدينية.
3. تعزيز قيم الاعتدال والوسطية التي نادى بها الإسلام، من خلال نهج محلي يقدر حياة الأفراد، ويرحب بالتنوع والاختلاف.
4. تحقيق تأثيرات إيجابية واسعة على المستويات الفكرية والنفسية والاجتماعية المتعلقة بمكافحة الإرهاب في ربوع العالم الإسلامي.

'الإعلامي' 
1. محاربة الخطاب الإعلامي للمنظمات الإرهابية وإغراءاتها، وكشف تجاوزاتها، ونقل تجارب ومعاناة ضحايا الجماعات الإرهابية والتائبين من غيها.
2. بيان ما يتمتع به الإسلام من ثراء، وتنوع ثقافي، وفكري.
3. دعم الأصوات صاحبة المعرفة الصحيحة والمصداقية التي تمثل نموذجًا يحتذى به على مستوى العالم الإسلامي.

'محاربة تمويل الإرهاب' 
1. تعزيز أفضل الممارسات، وبناء قدرات الدول الأعضاء في محاربة تمويل الإرهاب.
2. تعزيز بيئة داعمة لتبادل المعلومات المتعلقة بمحاربة تمويل الإرهاب بين الدول الأعضاء، والدول الداعمة، والمنظمات الدولية.
3. مساعدة الجهات المختصة في محاربة تمويل الإرهاب في الدول الأعضاء في امتلاك الآليات الملائمة للوقاية، والكشف، والإبلاغ، والمحاكمة في عمليات تمويل الإرهاب.
4. تطوير الأطر القانونية والتنظيمية والتشغيلية، المتعلقة بمحاربة تمويل الإرهاب، وتفعيلها لدى الدول الأعضاء.

'العسكري' 
1. تعزيز منظومة فاعلة تردع الأعمال العدوانية للتنظيمات الإرهابية، وتوقف مساعيها لإلحاق الضرر بالدول والمجتمعات والأفراد.
2. سد الثغرات ومواطن الخلل في القدرات العسكرية في مجال محاربة الإرهاب لدى الدول الأعضاء.
3. تحقيق التكامل بين الأنشطة العسكرية لمحاربة الإرهاب، والمجالات الفكرية والإعلامية.
4. تقديم يد العون والدعم والمساعدة لأعضاء التحالف في جهودهم العسكرية لمحاربة الإرهاب، ومساعدتهم في تنسيق العمليات فيما بينهم.
5. بناء إطار للمساعدة في بناء القدرات العسكرية، وبرامج التدريب، وتبادل المعرفة والخبرات المرتبطة بمحاربة الإرهاب بين الدول الأعضاء، والدول الداعمة.
6. توفير منصة تمكّن الدول الأعضاء من تبادل المساعدة، والحصول على دعم الشركاء والدول الداعمة في مجال بناء القدرات العسكرية لقوات الدول الأعضاء في محاربة الإرهاب.

## الدول الأعضاء
| الدولة                   | الانضمام                                        | دعم التحالف |
| ------------------------ | ----------------------------------------------- | ----------- |
| أفغانستان                | نعم                                             | نعم         |
| السعودية                 | نعم                                             | نعم         |
| الأردن                   | نعم                                             | نعم         |
| الإمارات العربية المتحدة | نعم                                             | نعم         |
| أوغندا                   | نعم                                             | نعم         |
| باكستان                  | نعم                                             | نعم         |
| عُمان                     | نعم (أعلنت انضمامها للتحالف في 28 ديسمبر 2016م) | نعم         |
| البحرين                  | نعم                                             | نعم         |
| بروناي                   | نعم                                             | نعم         |
| بنغلاديش                 | نعم                                             | نعم         |
| بنين                     | نعم                                             | نعم         |
| بوركينا فاسو             | نعم                                             | نعم         |
| الجزائر                  | لا                                              | لا          |
| تركيا                    | نعم                                             | نعم         |
| تشاد                     | نعم                                             | نعم         |
| توغو                     | نعم                                             | نعم         |
| سوريا                    | لا                                              | لا          |
| تونس                     | نعم                                             | نعم         |
| جزر القمر                | نعم                                             | نعم         |
| جزر المالديف             | نعم                                             | نعم         |
| جيبوتي                   | نعم                                             | نعم         |
| ساحل العاج               | نعم                                             | نعم         |
| كينيا                    | نعم                                             | نعم         |
| السنغال                  | نعم                                             | نعم         |
| العراق                   | لا                                              | لا          |
| السودان                  | نعم                                             | نعم         |
| سيراليون                 | نعم                                             | نعم         |
| الصومال                  | نعم                                             | نعم         |
| الغابون                  | نعم                                             | نعم         |
| غامبيا                   | نعم                                             | نعم         |
| غينيا                    | نعم                                             | نعم         |
| غينيا بيساو              | نعم                                             | نعم         |
| فلسطين                   | نعم                                             | نعم         |
| إيران                    | لا                                              | لا          |
| قطر                      | نعم                                             | نعم         |
| الكويت                   | نعم                                             | نعم         |
| لبنان                    | نعم                                             | نعم         |
| ليبيا                    | نعم                                             | نعم         |
| مالي                     | نعم                                             | نعم         |
| ماليزيا                  | نعم                                             | نعم         |
| مصر                      | نعم                                             | نعم         |
| المغرب                   | نعم                                             | نعم         |
| موريتانيا                | نعم                                             | نعم         |
| النيجر                   | نعم                                             | نعم         |
| نيجيريا                  | نعم                                             | نعم         |
| اليمن                    | نعم                                             | نعم         |

## ردود الفعل الدولية

### منظمات
- منظمة التعاون الإسلامي: رحبت منظمة التعاون الإسلامي بالإعلان عن تحالف إسلامي عسكري لمكافحة الإرهاب يضم العديد من الدول الأعضاء في المنظمة.[10]
- الأزهر الشريف: أبدى الأزهر الشريف في بيان له اليوم الثلاثاء ترحيبه بهذا القرار التاريخي الذي طالما طالب به شيخ الأزهر في عدة لقاءات ومؤتمرات، كما كان مطلبًا ملحًا لشعوب الدول الإسلامية التي عانت أكثر من غيرها من الإرهاب الأسود الذي يرتكب جرائمه البشعة دون تفريق بين دين أو مذهب أو عرق.
- رابطة العالم الإسلامي: أشادت الأمانة العامة لرابطة العالم الإسلامي بمكة المكرمة بتكوين التحالف الإسلامي العسكري لمحاربة الإرهاب والذي يتكون من 34 دولة.
- مجلس حكماء المسلمين: أعرب مجلس حكماء المسلمين برئاسة الدكتور أحمد الطيب، شيخ الأزهر الشريف، عن ترحيبه الشديد بإعلان تشكيل تحالف إسلامي عسكري مكون من 35 دولة لمحاربة الإرهاب.

### دول

#### مؤيدة
- فلسطين: أوضحت فلسطين في بيان نشرته وكالة الأنباء الرسمية التابعة لها، أن مشاركتها في هذا التحالف الذي يضم 34 دولة وسيكون مقره في الرياض، جاءت عقب مشاورات فلسطينية سعودية.<[11]
  1. طالب حسن خريشة النائب الثاني لرئيس المجلس التشريعي الفلسطيني، السلطة بـ «الالتفات أكثر صوب قضية إرهاب الاحتلال الإسرائيلي وجرائمه، بعيداً عن زج الفلسطينيين في تحالفات دولية ثبت فشلها ومردودها السلبي على القضية الفلسطينية برمتها».[11]
  2. وقال القيادي في «الشعبية» عبد العليم دعنا، السلطة الفلسطينية «النأي بنفسها عن التدخل بالشؤون العربية الداخلية والخلافات التي لا تخدم جوهر القضية الفلسطينية»، معتبراً أن هذه الخلافات والحروب القائمة تأتي في إطار مخططات الاحتلال للاستفراد بالفلسطينيين وتقسيم البلدان العربية.[11]
- ألمانيا: رحبت وزيرة الدفاع الألمانية أورسولا فون دير لاين بإعلان السعودية تشكيل تحالف إسلامي بقيادتها يضم 34 دولة لمكافحة الإرهاب وقالت إن التحالف سيكون ذا فائدة إذا انضم للدول الأخرى التي تقاتل تنظيم الدولة الإسلامية.[12]
- تركيا: قال رئيس الوزراء التركي أحمد داود أوغلو إن اتخاذ البلدان الإسلامية موقفاً موحداً ضد الإرهاب يعد «أقوى جواب يوجه للساعين نحو ربط الإرهاب بالإسلام».[13]
- مصر: أعلنت مصر تأييدها للتحالف العسكري الذي أعلنته المملكة العربية السعودية لمواجهة الإرهاب.[14]
- ماليزيا: رحبت ماليزيا بإعلان السعودية عن تشكيل التحالف الإسلامي الجديد لمحاربة الإرهاب، مؤكدةً وقوفها دائمًا ضد التطرف. وقال وزير الدفاع الماليزي داتوك سيري هشام الدين حسين: «إنه ليس غريبًا على ماليزيا أن تكون ضمن هذه المبادرة كما كان دائمًا موقفها ضد داعش».[15]
- ليبيا: قال وزير الخارجية الليبي محمد الدايري في تصريح صحافي، إنه بناء على مشاورات بينه وبين وزير الخارجية السعودي عادل الجبير (وزير الدولة للشؤون الخارجية حاليا)، قررت ليبيا الانضمام للتحالف، ومن الدولة المؤسسة له أيضا.[16]
- الإمارات العربية المتحدة: قال وزير الخارجية الإماراتي الشيخ عبد الله بن زايد آل نهيان في تغريدة على حسابه الرسمي بموقع تويتر، إنه بعد نجاح عاصفة الحزم، السعودية تقود التحالف الإسلامي العسكري للقضاء على الإرهاب [17]
- اليمن: الرئاسة اليمنية تعلن استعداد اليمن مساندة هذا التحالف في مواجهة آفة الإرهاب الذي مازال اليمن يعاني منه ويدفع أثمان باهظة من أرواح الأبرياء نتيجة العمليات الإرهابية في مختلف المحافظات.[18]
- البحرين: أكد الشيخ خالد بن أحمد بن محمد آل خليفة، وزير الخارجية، أن انضمام مملكة البحرين للتحالف الإسلامي العسكري لمحاربة الإرهاب بقيادة المملكة العربية السعودية الشقيقة، هو ترسيخ لسياسة الملك حمد بن عيسى آل خليفة في عدم إيلاء أي جهد في سبيل خير وأمن واستقرار المجتمعات والشعوب، وتجسيد لموقف مملكة البحرين الثابت القائم على رفض الإرهاب مهما كانت مبرراته أو الجهة التي تقف وراءه، والتضامن والتعاون التام مع كافة الجهود الرامية إلى القضاء على تلك الآفة وجميع مسبباتها.[19]
- الكويت: أعلن وزير الدولة لشؤون مجلس الوزراء الشيخ محمد عبد الله المبارك الصباح ترحيب بلاده بإنشاء التحالف الإسلامي العسكري ضد الإرهاب. وقال إن الكويت ستكون في الصفوف الأمامية لهذا التحالف.[20]
- لبنان: أكد بيان صدر عن المكتب الإعلامي لرئيس الوزراء أن سلام تلقى اتصالاً من القيادة السعودية لمعرفة رأيه في شأن انضمام لبنان إلى تحالف عربي وإسلامي واسع لمحاربة الإرهاب«. وقد أبدى سلام» ترحيباً بهذه المبادرة انطلاقاً من كون لبنان على خط المواجهة الأمامي مع الإرهاب.[21]
  1. استنكرت وزارة الخارجية اللبنانية هذا الإعلان حيث قالت في بيان: «لم تكن على علم، لا من قريب ولا من بعيد، بموضوع إنشاء تحالف إسلامي لمحاربة الإرهاب، وأنه لم يرد إليها في أي سياق وأي مجال أية مراسلة أو مكالمة تشير إلى موضوع إنشاء هذا التحالف، وأنه لم يتم التشاور معها، لا خارجيا كما تفرضه الأصول، ولا داخليا كما يفرضه الدستور.»[21]
  2. وزير العمل اللبناني، سجعان قزي فقال: «قد نشارك أو لا نشارك موضوع آخر، ولكن الحكومة لم تتخذ قرار المشاركة، فلبنان ليس دولة اسلامية ولا مسيحية لكي ينضم إلى حلف إسلامي أو مسيحي. لقد تأكدت اننا لسنا عضوا في هذا الحلف، وحتى سفارتنا في السعودية ليست على علم بذلك، فهناك ألف حلف وحلف ضد داعش، وداعش تقوى. فالمطلوب حلف واحد جدي وفعال.»[21]
- باكستان: رحبت باكستان بإعلان المملكة العربية السعودية عن تشكيل تحالف من 34 دولة إسلامية لمكافحة الإرهاب، وأضاف بيان للخارجية الباكستانية أن إسلام آباد تنتظر المزيد من التفاصيل لتحديد مدى مشاركتها في الأنشطة المختلفة للتحالف. وقال الناطق باسم وزارة الخارجية الباكستانية قاضي خليل الله للصحافيين «نعم نشارك في هذا التحالف الذي يهدف إلى مكافحة الإرهاب». وأضاف أن «ما تبقى هو تقرير حجم مشاركتنا».[22]
- تونس: أعرب الرئيس التونسي الباجي قائد السبسي عن مساندة تونس ودعمها الكامل للتحالف الإسلامي لمحاربة الإرهاب، مؤكدا أن مبادرة المملكة بالإعلان عن هذا التحالف لا تكتسب أهميتها من كونها مبادرة عسكرية بالأساس بل لأنها مبادرة شاملة تصيب الهدف في الصميم وتعالج مسألة الإرهاب من كل النواحي (الدينية والسياسية والثقافية والعسكرية).
- السودان: أعرب وزير الخارجية السوداني إبراهيم غندور عن ثقة بلاده في التحالف الذي أعلنت السعودية عنه لمحاربة الإرهاب، وقال بإن السودان يمكن أن تكون طرفاً في أي تحالف صادق لمحاربة الإرهاب.[23]
- كينيا: في سبتمبر 2022 أعلن التحالف الإسلامي العسكري لمحاربة الإرهاب انضمام جمهورية كينيا كدولة عضو في التحالف الإسلامي، حيث أصبح عدد الدول المنظمةّ إلى التحالف منذ إنشائه 42 دولة.[24]

#### محايدة
- روسيا: صرح وزير الخارجية سيرغي لافروف بأن بلاده تدرس المبادرة السعودية. وأعرب عن أمله في أن تساهم هذه المبادرة في توحيد جميع الدول الإسلامية دون استثناء في صف واحد ضد أي ظواهر للإرهاب وضد أي محاولات للتلاعب بالدين، مشيرا إلى الدور المحتمل لمنظمة التعاون الإسلامي في ذلك.[25]
- عمان: رحبت سلطنة عُمان في بيان لوزارة خارجيتها بالخطوة السعودية لإعلان التحالف، ولكنها لن تشارك فيه.[26] وفي 28 ديسمبر 2016، أبلغت سلطنة عمان السعودية انضمامها لـ«التحالف الإسلامي العسكري لمكافحة الإرهاب» [8][27]

#### معارضة
- العراق: أعلن رئيس الوزراء العراقي حيدر العبادي، فقد انتقد بدوره الإعلان عن التحالف «دون استشارة» العراق، واصفا ذلك بأنه «خطأ جوهري» مضيفا: «كيف ينشأ تحالف ضد الإرهاب ويستثني منه العراق ولا يتم التعامل مع سوريا، وكيف يتشكل من دول معظمها لا يملك امكانات وقدرات على مواجهة الإرهاب» وفقا لما ذكره مكتبه الإعلامي.[28]
  1. أعلن رئيس مجلس النواب العراقي سليم الجبوري تأييده تشكيل التحالف الإسلامي العسكري لمحاربة الإرهاب، داعيا التحالف للتنسيق مع بلاده. وقال الجبوري في بيان إن «تشكيل التحالف الإسلامي خطوة مهمة لدحض ربط الإرهاب بالإسلام»، وإن الدول الإسلامية أقدر على معالجته بكل الطرق الفكرية والأمنية. ودعا الجبوري قيادة التحالف إلى «ضرورة إدامة التشاور والتنسيق مع الدول المتضررة من الإرهاب، وفي مقدمتها العراق»، مؤكدا ضرورة روح التكامل في الجهد الدولي «لمحاصرة الإرهاب وتخليص العالم منه».[29]
- إيران: انتقدت طهران السعودية لاستثناء العراق وسوريا من التحالف، واتهمت طهران الرياض بدعم تنظيمات متشددة وتحدثت عن «إرهاب سعودي - أمريكي» في سوريا والعراق، وقامت وكالة "فارس" الإيرانية شبه الرسمية بعرض تقارير إعلامية زعمت بأنها تظهر الروابط بين الرياض وتنظيمات متشددة.ولم يتوقف الأمر عند الهجوم الإعلامي بل تخطاه إلى التصريح الرسمي لنائب وزير الخارجية الإيراني حسين أمير عبد اللهيان الذي أكد أن بعض الجماعات المرتبطة بتنظيم «داعش» شاركت في المحادثات التي استضافتها السعودية لجماعات وفصائل من المعارضة السورية في العاصمة الرياض مؤخرا.[30]

### آخرون
- حزب الله: شكك «حزب الله» في «الخلفيات والأهداف وراء إعلان المملكة السعودية التحالف الإسلامي العسكري لمحاربة الإرهاب»، ورأى في هذا الإعلان «استجابة من السعودية ومن دول أخرى، لقرار أميركي يعمل على تأمين قوات من أنظمة معينة في المنطقة العربية والإسلامية تحت مسمّيات طائفية ومذهبية، بديلاً من إرسال قوات أميركية بريّة اليها». ورفض الحزب انضمام لبنان للتحالف.[31][32]
- الجبهة الشعبية لتحرير فلسطين: أدانت «الجبهة الشعبية لتحرير فلسطين» قرار السلطة المشاركة في التحالف الإسلامي، «في ظل تقاعسها عن توفير الأمن والحماية للفلسطينيين من الاحتلال».[11]
- تيار المستقبل: قال رئيس الوزراء اللبناني ورئيس تيار المستقبل، سعد الحريري «إن الإعلان الذي اصدرته 35 دولة اسلامية من المملكة العربية السعودية، هو خطوة تاريخية في الطريق الصحيح، للتعامل مع معضلة سياسية وأمنية وفكرية، باتت تشكل عبئا خطيرا على صورة الإسلام الحضارية والإنسانية وتهدد الوجود الإسلامي وتعايشه مع المجتمعات العالمية.»[33]